# Comté d'Alfalfa
Pour les articles homonymes, voir Alfalfa.
Le comté d'Alfalfa est un comté situé au nord-ouest de l'État de l'Oklahoma aux États-Unis. Le siège du comté est Cherokee. Selon le recensement de 2000, sa population est de 6 105 habitants.

## Comtés adjacents
- Comté de Harper, Kansas (Nord-Est)
- Comté de Grant  (Est)
- Comté de Garfield  (Sud-Est)
- Comté de Major  (Sud)
- Comté de Woods  (Ouest)
- Comté de Barber, Kansas (Nord Ouest)

## Principales villes
| - Aline - Amorita - Burlington - Byron | - Carmen - Cherokee - Goltry - Helena | - Ingersoll - Jet - Lambert |